# L'assassinat de Jesse James comès pel covard Robert Ford
L'assassinat de Jesse James comès pel covard Robert Ford (títol original en anglès The Assassination of Jesse James by the Coward Robert Ford) és un western dramàtic estatunidenc estrenat el 2007, adaptació de la novel·la homònima de Ron Hansen de 1983. La pel·lícula és dirigida per Andrew Dominik, amb Brad Pitt al paper de Jesse James i Casey Affleck en el de Robert Ford.

## Argument
El 1881, Jesse James és un fugitiu llegendari. Té 34 anys. La seva celebritat li prové de múltiples robatoris. L'endemà de la guerra de Secessió, encapçala una rebel·lió que li suposa ser considerat com un Robin Hood. Entre els admiradors d'aquest antic soldat, el jove Robert Ford, 20 anys, somia de formar part de la banda dels germans James. Durant diversos mesos, serà a prop del seu ídol, compartirà la seva vida errant fins que Jesse James s'atura a casa seva, amb la seva dona i dels seus fills.
És allà on Robert Ford el matarà. Després, reinterpretarà aquest assassinat als escenaris de teatre. Però l'heroi serà sempre Jesse James.

## Repartiment
- Brad Pitt: Jesse James
- Casey Affleck: Robert Ford
- Sam Shepard: Frank James
- Jesse Frechette: Albert Ford
- Pat Healy: Wilbur Ford
- Sam Rockwell: Charley Ford

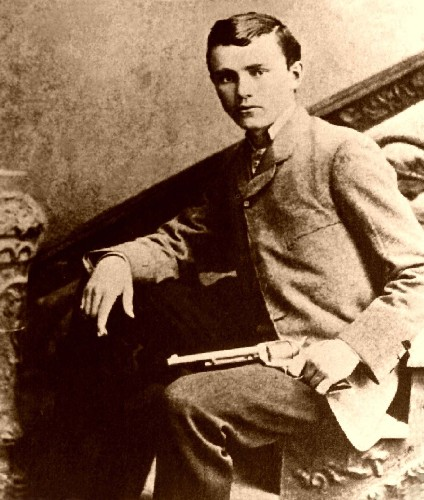
Robert Ford (1860-1892), posant amb el revòlver amb el que hauria assassinat Jesse James.

- Ted Levine: el xerif James Timberlake
- Mary-Louise Parker: Zeralda James
- Michael Parks: Henry Craig
- Nick Cave: un músic de saloon
- Jeremy Renner: Wood Hite
- Brooklynn Proulx: Mary James
- Garret Dillahunt: Ed Miller
- Kailin See: la dona d'Ed Miller
- Paul Schneider: Dick Liddil

## Premis i nominacions
La pel·lícula va obtenir diversos premis i també va rebre diverses nominacions. Entre aquests guardons destaquen:

### Premis
- Copa Volpi al millor actor al Festival Internacional de Cinema de Venècia per Brad Pitt

### Nominacions
- Oscar a la millor fotografia per Roger Deakins
- Oscar al millor actor secundari per Casey Affleck
- Globus d'Or al millor actor secundari per Casey Affleck